# Án mạng trên chuyến tàu tốc hành Phương Đông (phim 2017)
Án mạng trên chuyến tàu tốc hành Phương Đông (tựa gốc tiếng Anh: Murder on the Orient Express) là phim hình sự kì bí năm 2017 của đạo diễn Kenneth Branagh với kịch bản của Michael Green, dựa trên cuốn tiểu thuyết năm 1934 cùng tên của Agatha Christie. Dàn diễn viên gồm Branagh vai Hercule Poirot, Penélope Cruz, Willem Dafoe, Judi Dench, Johnny Depp, Josh Gad, Derek Jacobi, Leslie Odom Jr., Michelle Pfeiffer và Daisy Ridley đóng vai phụ. Bộ phim là tác phẩm chuyển thể thứ tư của tiểu thuyết gia Christie, theo sau phim cùng tên năm 1974, phim truyền hình năm 2001 và tập phim năm 2010 của Agatha Christie's Poirot. Nội dung truyện dựa theo Poirot, một thám tử nổi tiếng thế giới, người tìm cách giải quyết vụ án mạng trên chuyến tàu tốc hành Phương Đông nổi tiếng vào những năm 1930.
Máy ghi hình cảnh chính bắt đầu vào tháng 11 năm 2016 tại Anh; nó là một trong số ít máy quay phim 65mm được sử dụng thập kỷ gần đây. Vụ án mạng trên tàu tốc hành Phương Đông đã được ra mắt vào ngày 2 tháng 11 năm 2017 tại Royal Albert Hall ở London và được 20th Century Fox phát hành tại Hoa Kỳ vào ngày 10 tháng 11 năm 2017. Bộ phim đã thu được 343,5 triệu đôla trên toàn thế giới và nhận được sự đánh giá trái chiều từ các nhà phê bình, với sự ca ngợi các màn trình diễn của diễn viên và giá trị sản xuất, nhưng chỉ trích vì không thêm bất cứ điều gì mới cho những bản chuyển thể trước đó.

## Nội dung
Năm 1934, vị thám tử nổi tiếng người Bỉ Hercule Poirot phá một vụ án trộm cắp tại Nhà thờ Holy Sepulcher ở Jerusalem. Ông - một thám tử mắc chứng rối loạn ám ảnh cưỡng chế, luôn kiếm tìm sự cân bằng trong cuộc sống, và cho rằng khả năng phá án của mình, cái khả năng giúp ông phân biệt một lời dối trá và sự thật thực chất chỉ như một lời nguyền - mong được nghỉ mát tại Istanbul, thế mà lại phải về London để điều tra một vụ khác. Vì vậy, một người bạn tên Bouc của ông, cháu trai giám đốc công ty dịch vụ tàu tốc hành Phương Đông đi qua tuyến đường Simplon nối 2 dãy Alpes pennines và Alpes lépontines, dành cho Poirot một khoang hạng 2 trên chuyến tàu.
Trên tàu, một người có vẻ ngoài của một nhà từ thiện nhưng ánh mắt lại bộc lộ sự dữ tợn và nguy hiểm, Edward Ratchett, đề nghị thuê Poirot làm vệ sĩ trong lộ trình kéo dài suốt ba ngày, sau khi y nhận được thư đe dọa nặc danh, nhưng Poirot từ chối. Ngay đêm đó, ông nghe thấy nhiều tiếng động lạ phát ra từ khoang của Ratchett, và cuối cùng thấy ai đó mặc bộ kimono đỏ chạy dọc hành lang. Sau đó, một trận tuyết lở dày đặc làm đầu tàu bị trật bánh, khiến hành khách mắc kẹt ở một nơi tách biệt với thế giới.
Sáng hôm sau, Poirot phát hiện Ratchett bị sát hại, trên người bị đâm hàng chục nhát. Poirot cùng Bouc điều tra các hành khách khác khi việc sửa chữa tàu bắt đầu. Sau khi khám nghiệm tử thi và hiện trường, Poirot và Bouc phát hiện Ratchett bị giết bởi ít nhất 2 người, dựa vào sự khác biệt của những nhát dao, và Caroline Hubbard, một hành khách cùng chuyến, khẳng định có một người đàn ông đã ở trong khoang của bà đêm qua. Poirot phát hiện ra một tờ ghi chú bị đốt cháy một phần, cho rằng Ratchett có liên quan đến vụ bắt cóc đòi tiền chuộc với nạn nhân là Daisy Armstrong.
Danh tính thực sự của Ratchett được phơi bày: Hắn là tên tội phạm khét tiếng tên John Cassetti, kẻ đã bắt cóc và sát hại cô bé Daisy. Mặc dù gia đình đã trả đủ tiền chuộc, Daisy vẫn bị giết. Cái chết của cô bé khiến Sonia, mẹ của em, bị ảnh hưởng nặng nề, đến nỗi cô sinh non một đứa trẻ yểu mệnh và cô sớm cũng mất; cha của Daisy, Đại tá John Armstrong, vì quá đau khổ nên không lâu sau cũng tự sát. Susanne, người giúp việc của gia đình, bị nghi ngờ là đồng lõa, bị bắt và sau đó đã tự tử trong khi cảnh sát giam giữ cô, chỉ để sau đó được chứng minh vô tội.
Nhiều bằng chứng được tìm thấy, gồm cả tách cà phê của Cassetti được tẩm bằng một loại thuốc Barbiturat, một chiếc khăn thêu có chữ H và, ở khoang của bà Hubbard, cái khuy áo trong bộ đồng phục của một phục vụ toa. Bộ đồng phục sau đó được tìm thấy, cùng với bộ kimono màu đỏ trong vali của Poirot. Hubbard bất ngờ bị đâm sau lưng; tuy may mắn sống sót nhưng lại không thể xác định được thủ phạm. Poirot phát hiện ra nhiều hành khách có liên quan trực tiếp với gia đình Armstrong và khám phá ra quá khứ ẩn giấu của họ. Trong khi phỏng vấn một nữ gia sư tên Mary Debenham, Poirot bị Bác sĩ John Arbuthnot, hôn phu của cô, bắn vào vai, liền sau đó tuyên bố: hắn là chủ mưu của vụ giết người, nhưng Bouc ngăn Arbuthnot giết Poirot. Poirot nhận ra ngay rằng Arbuthnot không có ý định giết ông, là một tay súng bắn tỉa được huấn luyện trong quân đội và bác sĩ y khoa, y sẽ không bỏ lỡ cơ hội mà bắn trượt một phát chí mạng nào ở cự ly gần đến thế.
Poirot nghĩ đến các nghi phạm bên ngoài tàu, đưa ra hai giả thuyết về cách Cassetti chết. Đầu tiên, đơn giản nhưng không khớp với sự thật: Kẻ giết người cải trang thành một phục vụ toa lên tàu tại một điểm dừng trước đó, giết Cassetti và chạy trốn tại điểm dừng khi tàu rời đi. Thứ hai, phức tạp hơn: với mỗi nghi phạm có liên quan đến gia đình Armstrong, Susanne, hoặc phiên tòa xét xử cô, tất cả đều có động cơ chống lại Cassetti. Poirot dự rằng bọn họ đã xuống tay cùng nhau. Hubbard được tiết lộ là Linda Arden (từng là một nữ diễn viên sân khấu và đạo diễn đầy tham vọng), mẹ của Sonia Armstrong và một hành khách khác tên Helena Andrenyi; Debenham là gia sư cũ của Daisy; Arbuthnot là bạn cũ của cha Daisy; còn Pilar Estravados là nhũ mẫu của Daisy. Marquez từng làm tài xế riêng của Armstrong; Công nương Natalya Dragomiroff là bạn thân của Linda và là mẹ đỡ đầu của Sonia; Hector MacQueen vừa là trợ lý của Ratchett vừa là con trai của E.H. Masterman, Công tố viên thụ lý trong vụ Susanne, và - như chính miệng ông khai nhận - cấp dưới trong tiểu đội của Đại tá Armstrong trong Thế chiến thứ nhất; Fräulein Hildegarde Schmidt là đầu bếp của gia đình Armstrong; chồng của Helena, Rudolph Andrenyi, là em rể của Sonia Armstrong; và cuối cùng, Gerhard Hardman, là sĩ quan cảnh sát phụ trách vụ Armstrong, người đã yêu Susanne tha thiết.
Hubbard sau đó thừa nhận đã lên kế hoạch giết người và kêu gọi những người khác giúp thực hiện. Tất cả các hành khách khác và phục vụ toa, Pierre Michel (anh trai của Susanne), thay phiên nhau đâm Cassetti để không ai trong số họ biết ai là người đã giáng đòn chí tử. Mary mặc kimono, và Arbuthnot đâm Hubbard mà không gây nguy hiểm đến tính mạng của bà, để thuyết phục Poirot rằng chỉ có một thủ phạm duy nhất. Poirot thách các hành khách và Michel bắn ông bằng khẩu súng bị thu giữ vì ông là người duy nhất có thể vạch trần bọn họ; Bouc có thể nói dối, nhưng Poirot, ám ảnh bởi sự thật và sự cân bằng, đáng tiếc lại không. Hubbard chộp lấy khẩu súng và cố tự sát, nhưng khẩu súng không được nạp đạn; Poirot muốn xem các nghi phạm sẽ phản ứng như thế nào và qua phản ứng của Hubbard, ông biết rằng bọn họ về cơ bản không có bản chất của những kẻ giết người và trong thâm tâm không tồn tại một ham muốn sát nhân.
Chuyến tàu hoạt động trở lại, Poirot kết luận rằng công lý không khả thi trong trường hợp này, vì cái chết của Cassetti là xứng đáng. Và lần đầu tiên trong đời, Poirot sẽ phải sống với một lời nói dối và sự mất cân bằng. Ông cung cấp giả thuyết về kẻ giết người duy nhất đã trốn thoát cho cảnh sát Nam Tư, để những người khác rời đi trên tàu. Khi ông xuống tàu, một viên thông tín của Quân đội Anh yêu cầu ông điều tra vụ án mạng trên sông Nile. Poirot chấp nhận. Và tất cả các thủ phạm giết người trên chuyến tàu tốc hành Phương Đông, dẫn đầu bởi Hubbard, đều được tự do.

## Diễn viên
- Kenneth Branagh trong vai Hercule Poirot
- Penélope Cruz trong vai Pilar Estravados
- Willem Dafoe trong vai Gerhard Hardman
- Judi Dench trong vai Công nương Dragomiroff
- Johnny Depp trong vai Samuel Ratchett
- Josh Gad trong vai Hector MacQueen
- Derek Jacobi trong vai Edward Henry Masterman
- Leslie Odom Jr. trong vai Bác sĩ Arbuthnot
- Michelle Pfeiffer trong vai Caroline Hubbard
- Daisy Ridley trong vai Mary Debenham
- Tom Bateman trong vai Bouc
- Olivia Colman trong vai Hildegarde Schmidt
- Lucy Boynton trong vai Nữ bá tước Helena Andrenyi
- Marwan Kenzari trong vai Pierre Michel
- Manuel Garcia-Rulfo trong vai Biniamino Marquez
- Sergei Polunin trong vai Bá tước Rudolph Andrenyi
- Miranda Raison trong vai Sonia Armstrong